# لاري ويليس (لاعب كرة قدم أمريكية)
لاري ويليس (بالإنجليزية: Larry Willis)‏ هو لاعب كرة قدم أمريكية أمريكي، ولد في 18 يوليو 1948 في فينيكس في الولايات المتحدة.

## وصلات خارجية
- لاري ويليس على موقع مرجع كرة القدم المحترفة.كوم (الإنجليزية)